# Comisión Rey
La Comisión Rey es el nombre utilizado para hacer referencia a la Comisión Europea presidida por Jean Rey entre el 2 de julio de 1967 y el 30 de junio de 1970. Fue la primera Comisión posterior al tratado de Bruselas de 1965 que fusionó en una sola Comunidad Europea a la Comunidad Económica Europea (CEE), la Comunidad Europea del Carbón y del Acero (CECA) y la Comunidad Europea de la Energía Atómica (Euratom). Su antecesora fue la Comisión Hallstein y su predecesora sería la Comisión Malfatti.

## Política comunitaria
El trabajo de la Comisión se centró en reforzar las Instituciones de la Comunidad e incrementar el poder del Parlamento Europeo. También trabajó por conseguir un Parlamento que fuese nombrado a partir de unas elecciones generales europeas, cosa que no se consiguió hasta 1979. Supervisó la creación de la unión aduanera, que se formalizaría en 1968.
Rey jugó un importante papel en el Consejo de La Haya de 1969, en dónde los líderes europeos decidieron relanzar la integración europea con dos nuevas iniciativas: por un lado, la Unión Económica y Monetaria, y por otro la Política Europea de Cooperación. Estas dos nuevas vías de integración supondrían más adelante la creación del euro como moneda única y de la Política Exterior y de Seguridad Común (PESC) de la actual Unión Europea.
En 1970, el último año de su mandato, Rey consiguió el apoyo de los gobiernos de los Estados miembros de la Unión Europea para dotar a la Comunidad de sus propios recursos económicos. Esto suponía que la CEE dejaba de depender exclusivamente de las contribuciones de sus miembros, y que podía completar estos ingresos con la recaudación de impuestos cedidos. En concreto, la CEE recaudaría los ingresos por aduanas y tarifas de importación de productos agrarios extracomunitarios, además de un porcentaje del ingreso a través del Impuesto sobre el Valor Añadido de los estados.

## Colegio de comisarios (1967-1970)
| Partidos Políticos Europeos |
| --- |
| Centroderecha Democracia cristiana (PPE) Centroizquierda socialdemócrata (PSE) Centro liberal (ALDE) Derecha Conservadurismo (ACRE) |

| Cartera | Rey I             | Rey I                                                                                 | Rey I |
| --- | ----------------- | ------------------------------------------------------------------------------------- | ----- |
| Presidente de la Comisión Europea                                                                                     |                   | Jean Rey Bélgica (PRL) 2 de jul. de 1967 - 30 de jun. de 1970                         |       |
| Vicepresidente y Comisario de Agricultura                                                                             |                   | Sicco Mansholt Países Bajos (PvdA) 2 de jul. de 1967 - 30 de jun. de 1970             |       |
| Vicepresidente y Comisario de Asuntos Sociales, Personal y Administración                                             |                   | Lionello Levi Sandri Italia (PSI) 2 de jul. de 1967 - 30 de jun. de 1970              |       |
| Vicepresidente y Comisario de Investigación y Tecnología, Distribución de Información y Centro Común de Investigación |                   | Fritz Hellwig Alemania Occidental (CDU) 2 de jul. de 1967 - 30 de jun. de 1970        |       |
| Vicepresidente y Comisario de Economía y Finanzas y Oficina de Estadística                                            |                   | Raymond Barre Francia (Independiente) 2 de jul. de 1967 - 30 de jun. de 1970          |       |
| Vicepresidente y Comisario de Energía                                                                                 |                   | Wilhelm Haferkamp Alemania Occidental (SPD) 2 de jul. de 1967 - 30 de jun. de 1970    |       |
| Comisario de Presupuesto, Crédito e Inversión, Prensa e Información                                                   |                   | Albert Coppé Bélgica (CD&V) 2 de jul. de 1967 - 30 de jun. de 1970                    |       |
| Comisario de Mercado Interno y Política Regional                                                                      |                   | Hans von der Groeben Alemania Occidental (CDU) 2 de jul. de 1967 - 30 de jun. de 1970 |       |
| Comisario de Competencia                                                                                              |                   | Maan Sassen Países Bajos (KVP) 2 de jul. de 1967 - 30 de jun. de 1970                 |       |
| Comisario de Asistencia al Desarrollo                                                                                 |                   | Henri Rochereau Francia (Independiente) 2 de jul. de 1967 - 30 de jun. de 1970        |       |
| Comisario de Asuntos Industriales                                                                                     |                   | Guido Colonna di Paliano Italia (DC) 2 de jul. de 1967 - 8 de may. de 1970            |       |
| Comisario de Asuntos Industriales                                                                                     | Puesto sin cubrir |                                                                                       |       |
| Comisario de Comercio Exterior, Ampliación y Asistencia al desarrollo                                                 |                   | Jean-François Deniau Francia (UDF) 2 de jul. de 1967 - 30 de jun. de 1970             |       |
| Comisario de Transportes                                                                                              |                   | Victor Bodson Luxemburgo (LSAP) 2 de jul. de 1967 - 30 de jun. de 1970                |       |
| Comisario de Relaciones Exteriores                                                                                    |                   | Edoardo Martino Italia (DC) 2 de jul. de 1967 - 30 de jun. de 1970                    |       |

## Sucesión
| Predecesor: Comisión Hallstein | Comisión Europea 1967 - 1970 | Sucesor: Comisión Malfatti |